# Punta León (San Pedro)
La punta León 54°34′S 36°32′O / -54.567, -36.533 es un notable promontorio rocoso de 880 m de altura, formando el lado austral de la entrada al puerto Ondina Sur. sobre la costa sudoeste de la isla San Pedro, en el archipiélago de las Georgias del Sur.
Además se encuentra al sur de la boca del glaciar Brøgger, a 3 km al sursudeste de punta Austin y al sudeste de la bahía Newark.